# Limestor Dalkingen

Das Limestor in seinem historischen Umfeld.

Das Limestor Dalkingen ist ein einzigartiges römisches Triumphalmonument am Obergermanisch-Rätischen Limes und zählt zu dessen eindrucksvollsten Ruinen. Seit 2005 gehört der unter Kaiser Caracalla zur Triumphpforte ausgebaute antike Grenzdurchgang zusammen mit den gesamten römischen Limesanlagen in Deutschland zum UNESCO-Weltkulturerbe und ist Teil des 1972 eingerichteten Freilichtmuseums am rätischen Limes, zu dem auch das nahe Kastell Buch und dessen Zivilsiedlung gehören. Das 2006 zum Kulturdenkmal ernannte Tor befindet sich zwischen den Dörfern Schwabsberg und Dalkingen im Ostalbkreis, Baden-Württemberg.

## Lage
In der Antike muss das Tor schon von weitem sichtbar gewesen sein, da es in exponierter Lage auf einer Hügelkuppe errichtet wurde. Nördlich dieses einstigen Grenzübergangs führt heute der Feld- und Wanderweg von Schwabsberg nach Dalkingen vorbei, der dem Verlauf des Limes folgt. Die eigentliche Schaufassade des Torhauses befand sich im Süden. Von dort kamen die Reisenden, die das Gebiet des Römischen Reiches verlassen wollten, um in den freien, unbesetzten Teil Germaniens (Germania magna) zu gelangen. Für viele von ihnen war sicher das rund zwei Kilometer südwestlich gelegene Kastell Buch mit seiner Zivilsiedlung (Vicus) die letzte Station vor beziehungsweise erste nach der Grenze. Wie das dortige reichhaltige und vielfach auch wertvolle Fundgut zeigt, dürften es die Bewohner von Buch durch den Grenzhandel zu einigem Wohlstand gebracht haben.

## Forschungsgeschichte
Wie der Flurname „Mäuerlesbüsche“ zeigt, hat sich das Wissen um ein altes Bauwerk bei Dalkingen sehr lange erhalten. Offensichtlich sind die Überreste des Tores noch lange Zeit sichtbar gewesen. Im frühen 19. Jahrhundert fand die erste bekannte Freilegung dieser Fundstelle statt. 1873 besuchte der Archäologe Ernst von Herzog (1834–1911) im Rahmen seiner Vermessungsarbeit zum römischen Grenzverlauf den Platz. Die damals geborgenen Fundstücke gelten als verschollen. Neben Keramik fand er das bronzene Bruchstück einer weiblichen Statuette. In seinem 1880 veröffentlichten Bericht ist zudem dokumentiert, dass die „Reste eines Thurmes“ ausgegraben worden waren und noch „massenhaft“ Schutt herumlag. Er berichtete auch von einer 1873 entwendeten Platte aus dem Schutthügel, die als Eingangsstufe zum Dalkinger Kirchhof sekundär Verwendung fand. Im Zuge seiner Arbeiten am Limestor gelang es dem Archäologen Dieter Planck 1974, diese Kalksteinplatte wieder aufzufinden. Nach einer 1962 vorgenommenen Asphaltierung der Kirchstraße war das 1,23 × 1,21 Meter große Werkstück durch eine Waschbetonplatte ersetzt und hinter dem Friedhof abgelegt worden. Das erst ab 2010 genauer untersuchte Stück besitzt auf einer Seite ein Wolfsloch. Möglicherweise diente es als Postamentsockel für eine Kaiserstatue, die im Inneren des triumphbogenartigen Limestors aufgestellt war.
Im Frühjahr 1885 fanden erneut Ausgrabungen unter dem Landeskonservator Eduard Paulus dem Jüngeren (1837–1907) am Limestor statt, bei denen der antikenbegeisterte ehemalige Generalstabschef des württembergischen Heeres, Eduard von Kallée (1818–1888), die Bilddokumentation übernahm. 1886 folgte ein Bericht des Archäologiepioniers Karl August von Cohausen (1812–1894), der auch eine erste Rekonstruktion für das Limestor vorlegte. In der Folge fanden keine wissenschaftlichen Untersuchungen mehr statt. Der Archäologe Oscar Paret (1889–1972), der 1934 die Aufarbeitung des bisherigen Forschungsstandes für die Publikation des Limeswerks vornahm, stützte sich aus heute unerklärlichen Gründen nicht auf die Befunde von Paulus und die Veröffentlichung von Cohausen, sondern fertigte ohne eigene Grabungen einen abweichenden Plan der Anlage an. Im Ergebnis wurde das Limestor in seiner Vorstellung zu einer Feldwache, ein Kleinkastell, das baulich den angrenzenden Anlagen entsprach. Planck nahm an, dass Paret die älteren Forschungsergebnisse nicht nachvollziehen konnte. Die Folge dieser Eintragung im Limeswerk war, dass über Jahrzehnte publiziert wurde, 1885/1886 wäre die Funktion und Bedeutung des Bauwerks nicht richtig erkannt worden.
Erst im Zuge der Flurbereinigung führte das Landesdenkmalamt Baden-Württemberg vom 25. September bis 23. November 1973 sowie vom 1. Juni bis 30. Juli 1974 unter der Leitung von Planck erneut eine flächendeckende Untersuchung durch. Es bestand damals die Gefahr, dass die noch als zwei Meter hoher Schutthügel sichtbare Anlage im Zuge von Straßenarbeiten einplaniert wird. Mit Hilfe moderner Arbeitsmethoden konnte das Gebäude damals eindeutig als mehrfach umgebautes Limestor mit angeschlossenen Räumen für eine Grenzwache gedeutet werden.
1975 wurde die restaurierte Anlage im Zuge des Europäischen Denkmalschutzjahres dem Publikum zugänglich gemacht. Da das Limestor Dalkingen das einzige Bauwerk am Obergermanisch-Rätischen Limes ist, das zu einem Monument mit einer triumphbogenartigen Fassade ausgebaut wurde und in seiner letzten Gestaltung offenbar im Kontext mit einem datierbaren Besuch des Kaisers Caracalla zu sehen ist, hat es schon sehr früh einen besonderen Stellenwert unter den antiken Hinterlassenschaften im unmittelbaren römischen Grenzgebiet erhalten. Nach einer fragmentarisch erhaltenen inschriftlichen Quelle, den Acta Fratrum Arvalium, überschritt der Kaiser am 11. August 213 die rätische Grenze im Kampf gegen die Germanen. In der Forschung des In- und Auslandes wurde dieser Grenzübergang mehrfach mit dem Limestor in Verbindung gebracht, Unter den Befürwortern dieser Theorie waren 1988 die Schweizer Archäologen Walter Drack (1917–2000) und Rudolf Fellmann (1925–2013), wobei sich 1980 mit dem Archäologen Harald von Petrikovits (1911–2010) auch Stimmen gegen diese Vorstellung gestemmt hatten.

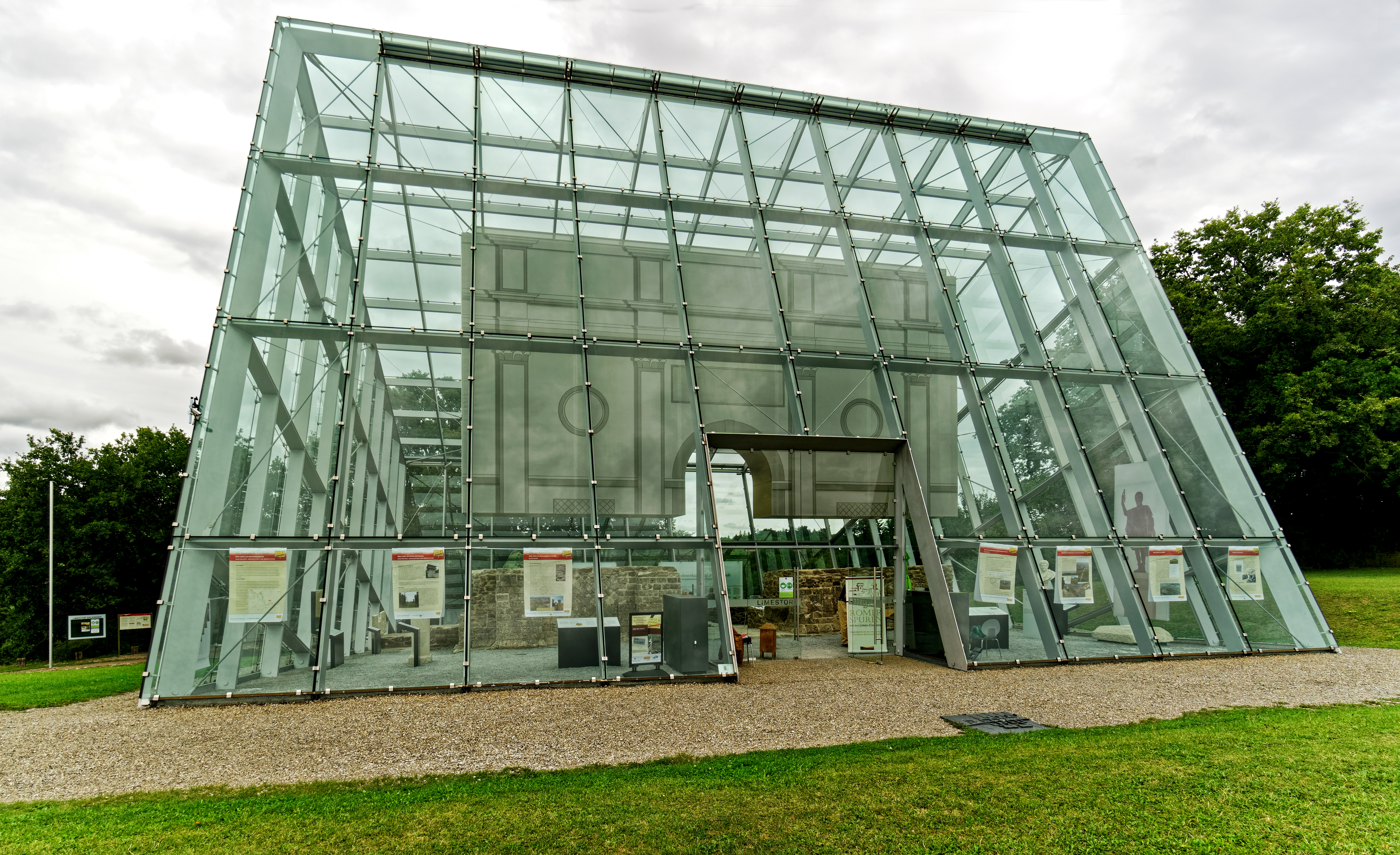
Der im Jahr 2010 errichtete Schutzbau

Als im Jahr 2000 eine umfangreiche Generalsanierung abgeschlossen war, wurde das Tor in Anwesenheit von Planck erneut der Öffentlichkeit übergeben. Im Januar 2003 stimmte der Schul- und Kulturausschuss des Ostalbkreises für den zukünftigen Erhalt der Anlage unter einem Schutzbau. 2005 erfolgte zusammen mit dem gesamten Obergermanisch-Rätischen Limes die Erhebung zum Weltkulturerbe und 2006 erklärte das Regierungspräsidium Stuttgart das Limestor zum besonders geschützten Kulturdenkmal. Die Kosten für einen Schutzbau in Höhe von 1.870.000 Euro, kamen aus Fördermitteln der Europäischen Union, der damaligen Landesstiftung Baden-Württemberg, des Landesamts für Denkmalpflege, der Denkmalstiftung Baden-Württemberg sowie des Schul- und Kulturausschusses des Ostalbkreises. Die 16 Meter hohe Stahl-Glas-Konstruktion, die den ältesten hölzernen Vorgängerbau des Limestores durchschneidet, ummantelt Teile des jüngeren antiken Baubefundes auf einer Fläche von 23 × 21 Metern. Die im Sommer 2010 durchgeführte Baumaßnahme schützt nicht nur die überdeckte antike Substanz, sondern senkt auch die bisher notwendigen Sanierungs- und Unterhaltskosten. Die Höhe des zu festgelegten Öffnungszeiten betretbaren Schutzbaus, der den bis dahin einsam gelegenen Ort durch seine eigenwillige architektonische Gestaltung dominiert, ergibt sich aus der vermuteten Höhe des einstigen Limestors. Dessen mögliches antikes Aussehen und seine Dimensionen werden im Inneren der Konstruktion mit bedruckten Stoffbahnen angedeutet, die in Originalgröße über den erhaltenen steinernen Stümpfen des Tores hängen.

Das Limestor vor der Errichtung des Schutzbaus
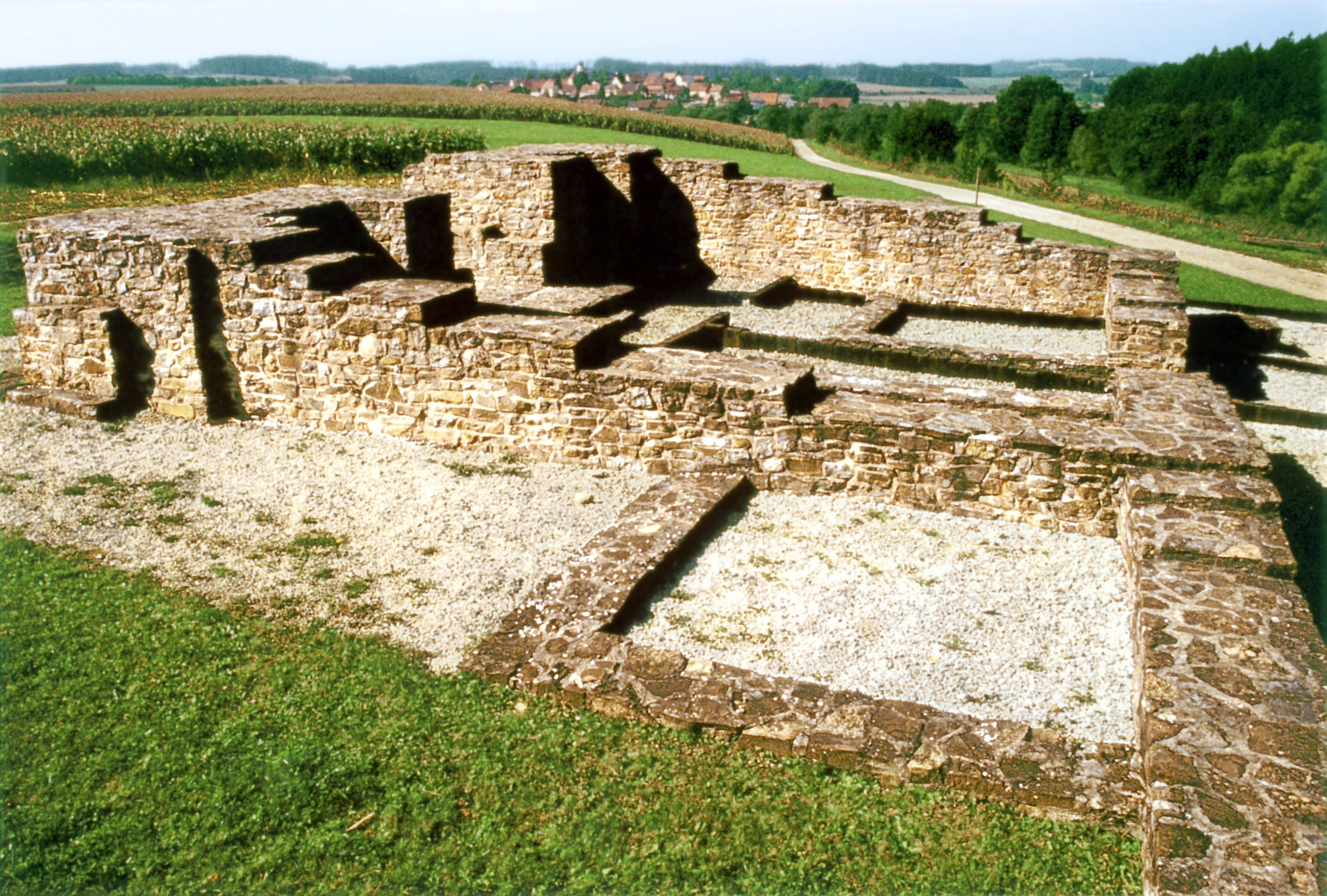
Ansicht von Nordosten, im Vordergrund das Fundament eines älteren römischen Steinturms (1995)
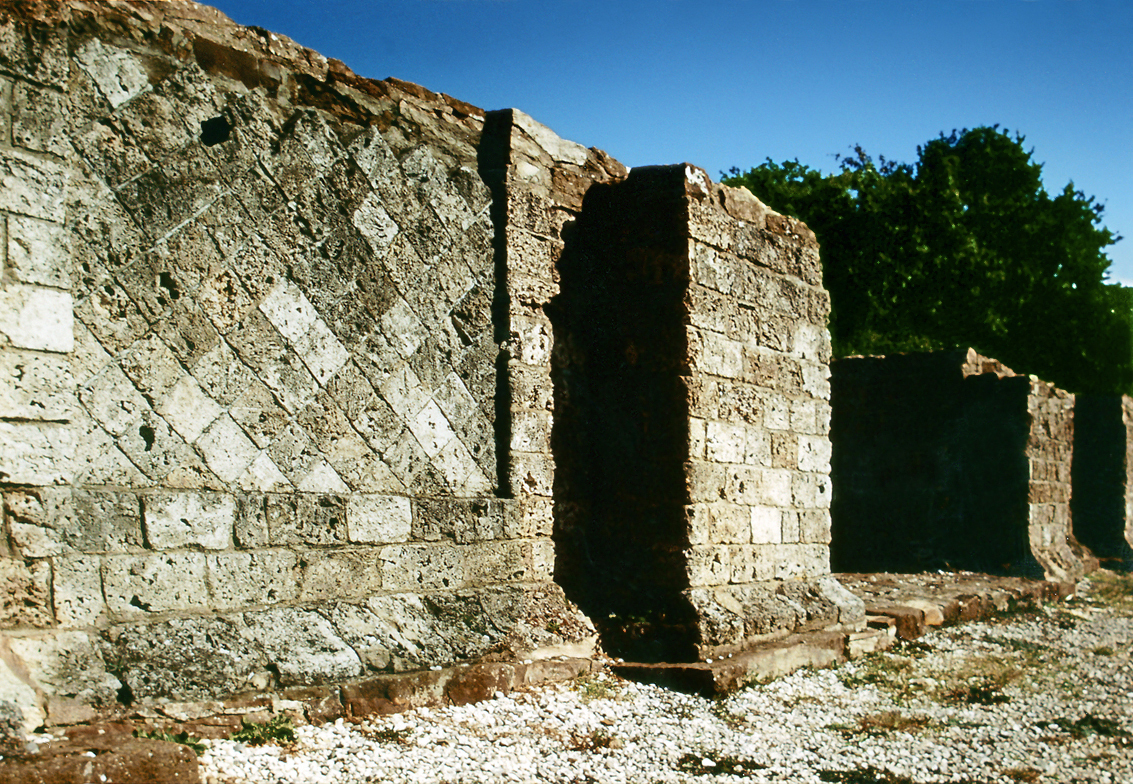
Fassade des Limestores mit Opus reticulatum-Mauerwerk (1995)
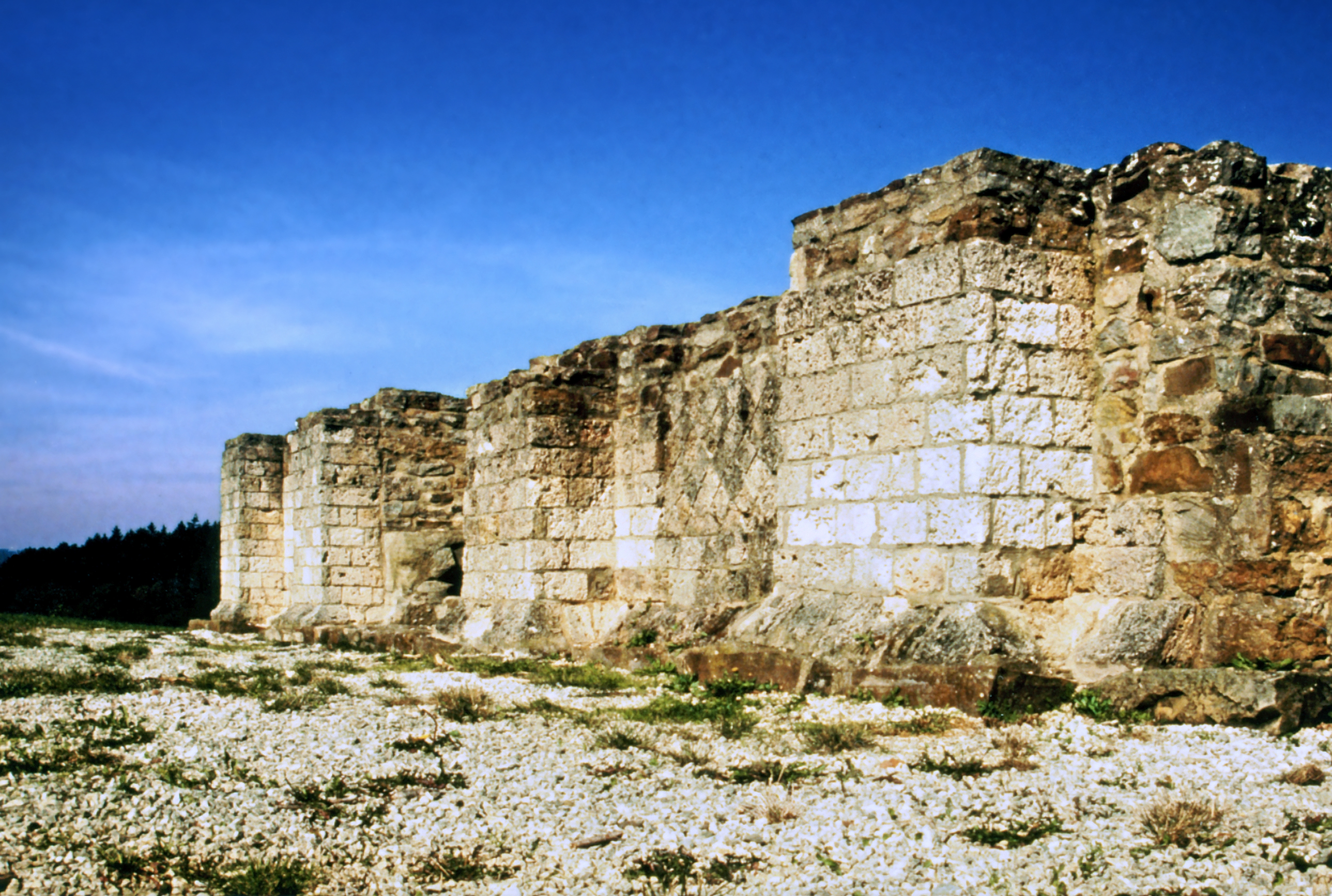
Ansicht von Südosten (1995)
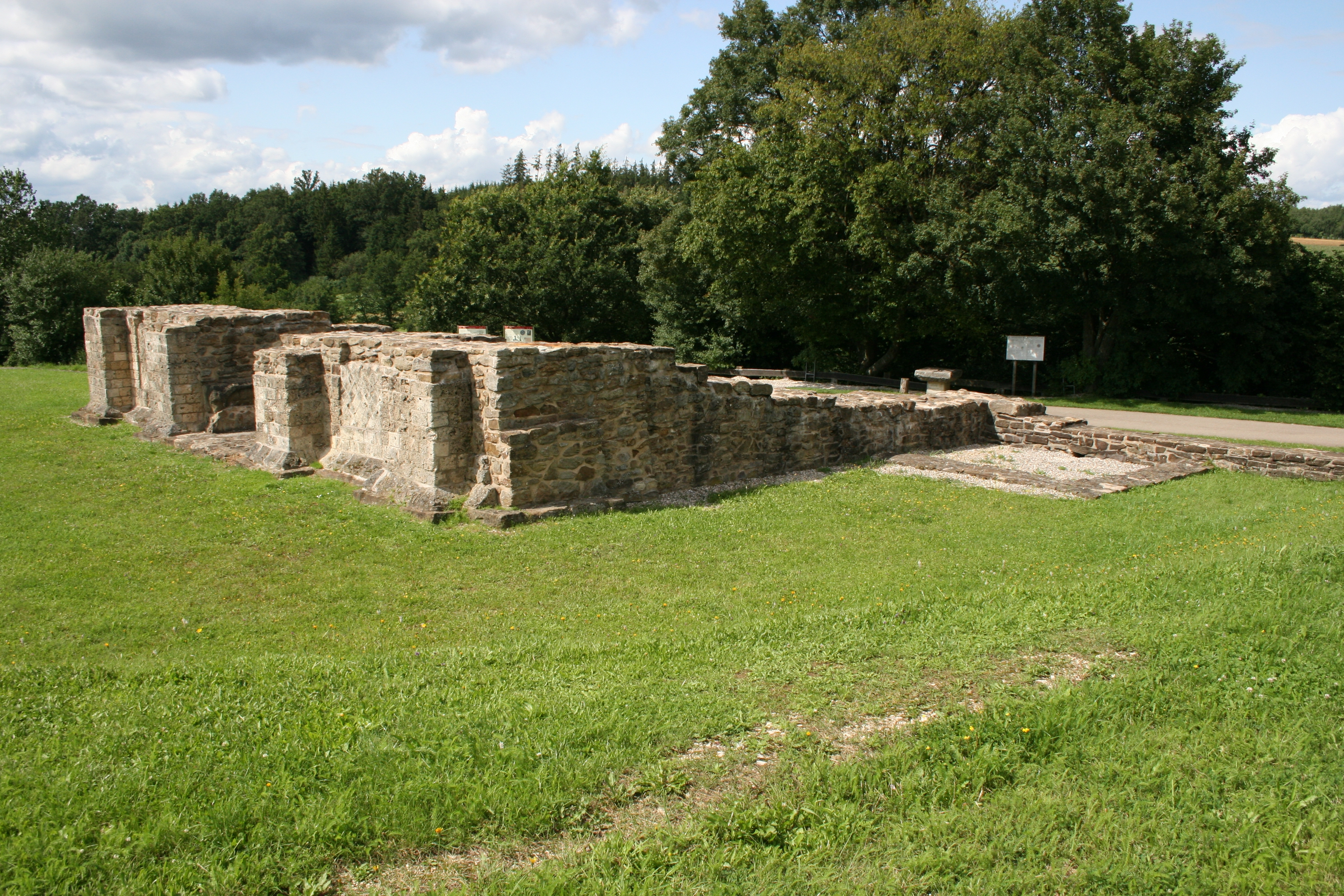
Ansicht von Südosten (2009)
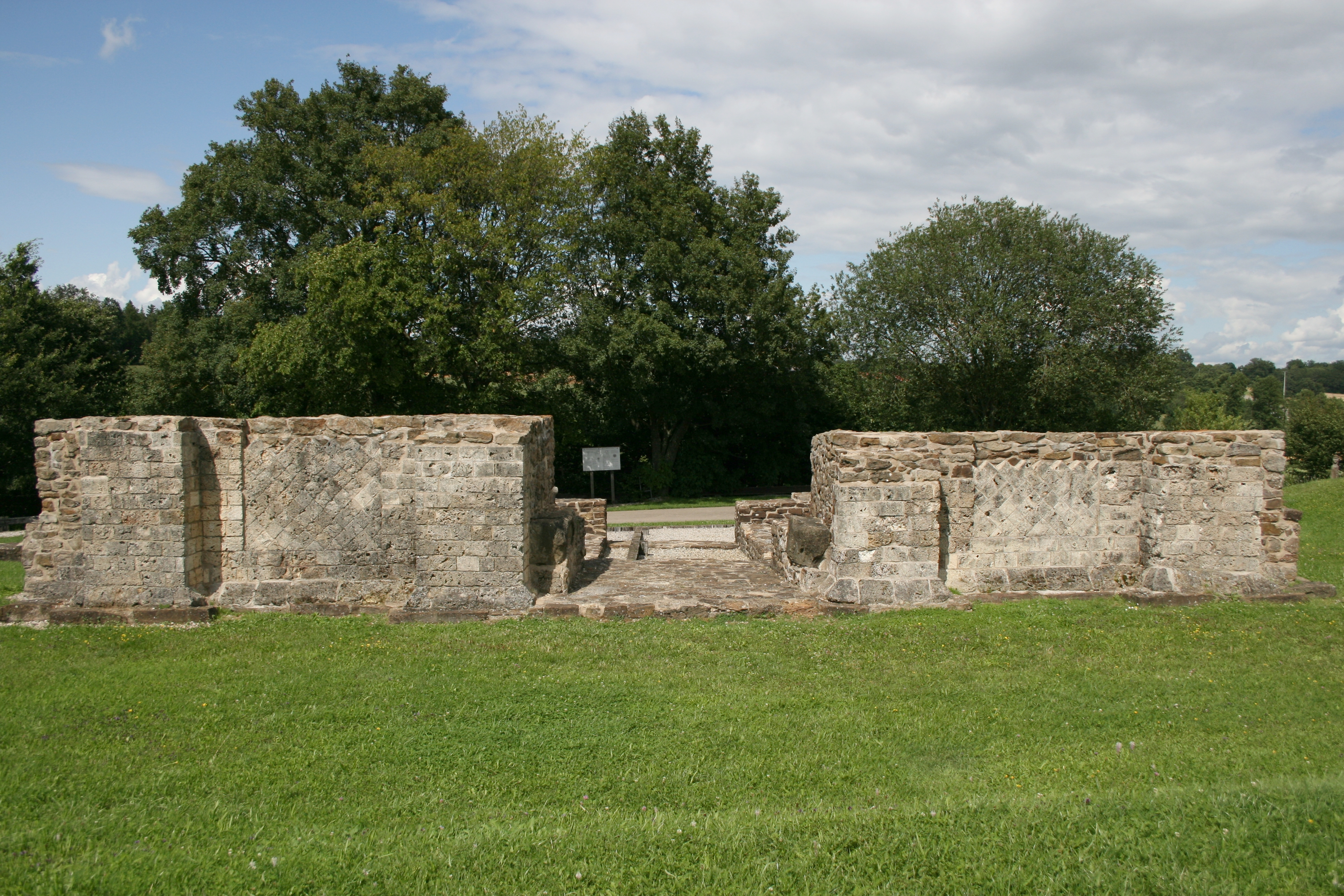
Südansicht 2009, links und rechts von der Durchfahrt das Opus reticulatum-Mauerwerk

Die Ausstellung im gläsernen Schutzbau
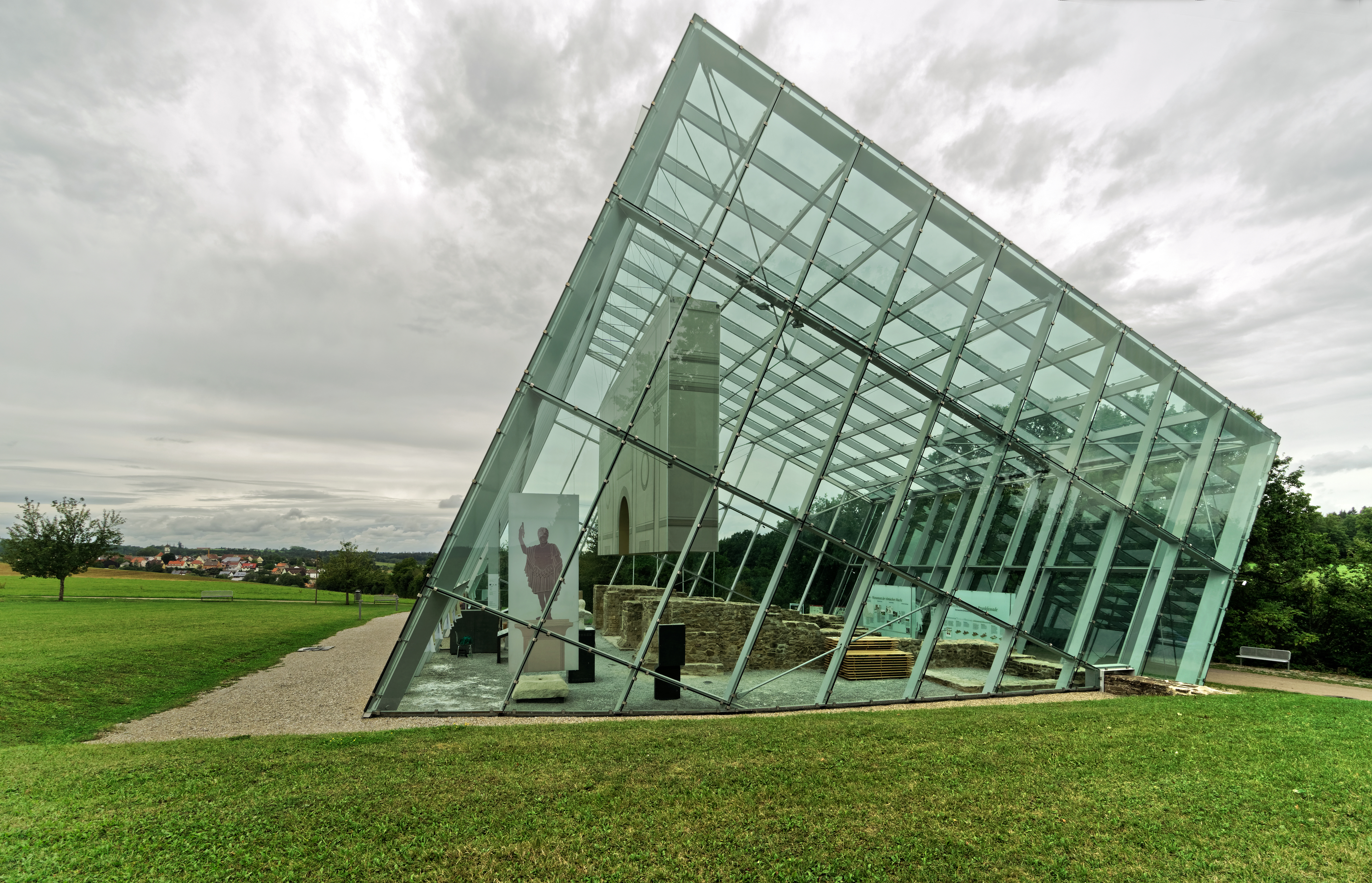
Seitenansicht des Schutzbaus, im Hintergrund (links) Dalkingen
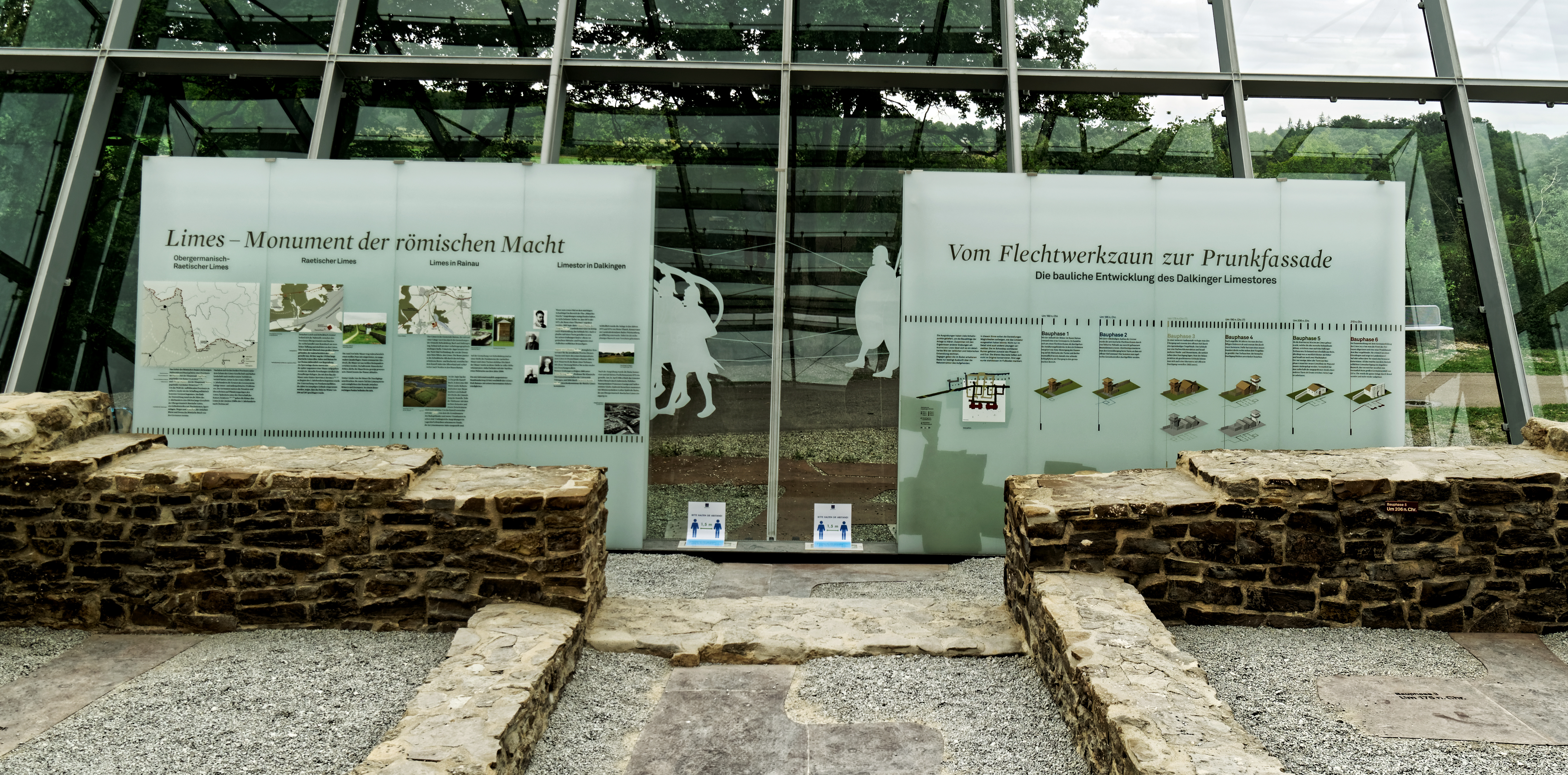
Informationstafeln
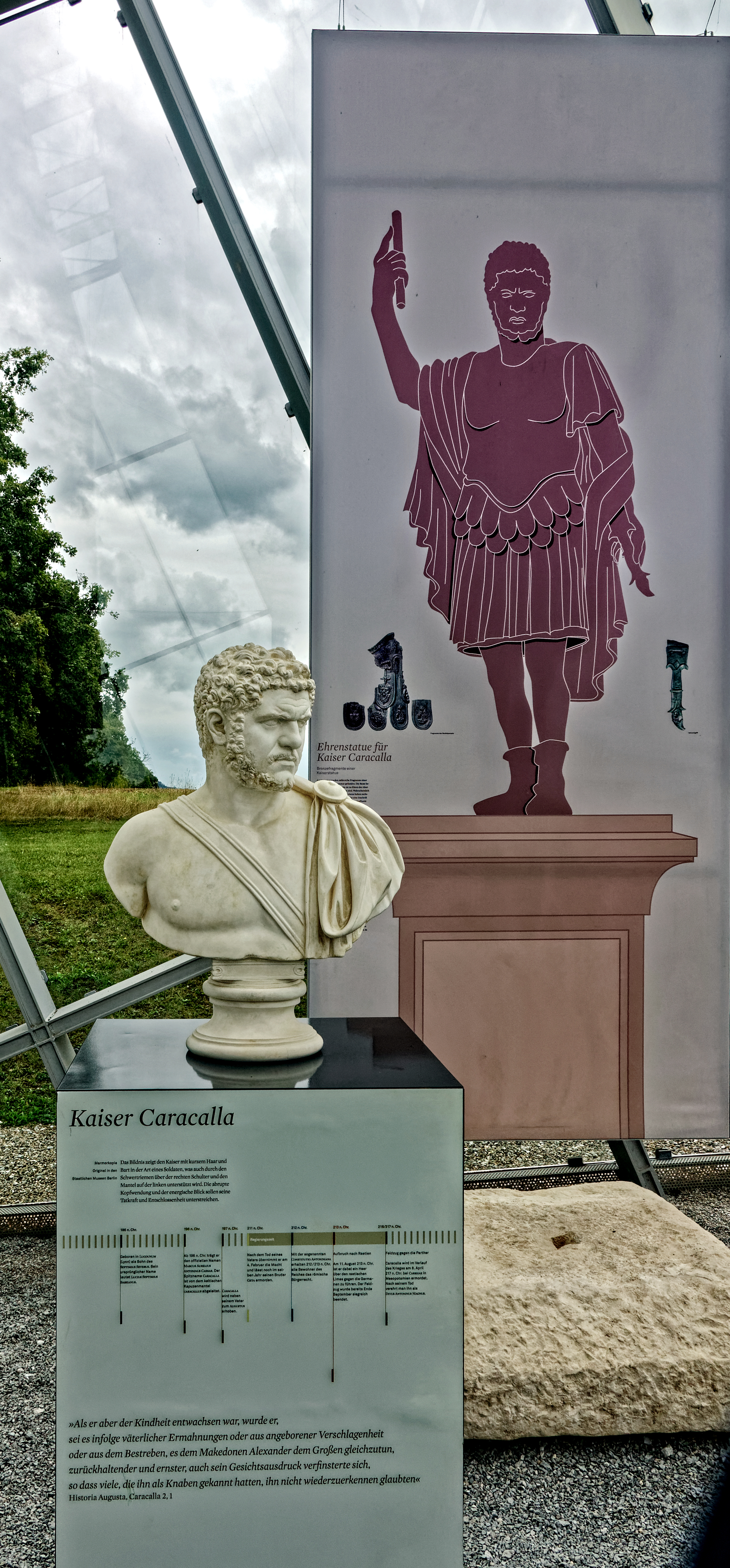
Büste Kaiser Caracalla, Kopie
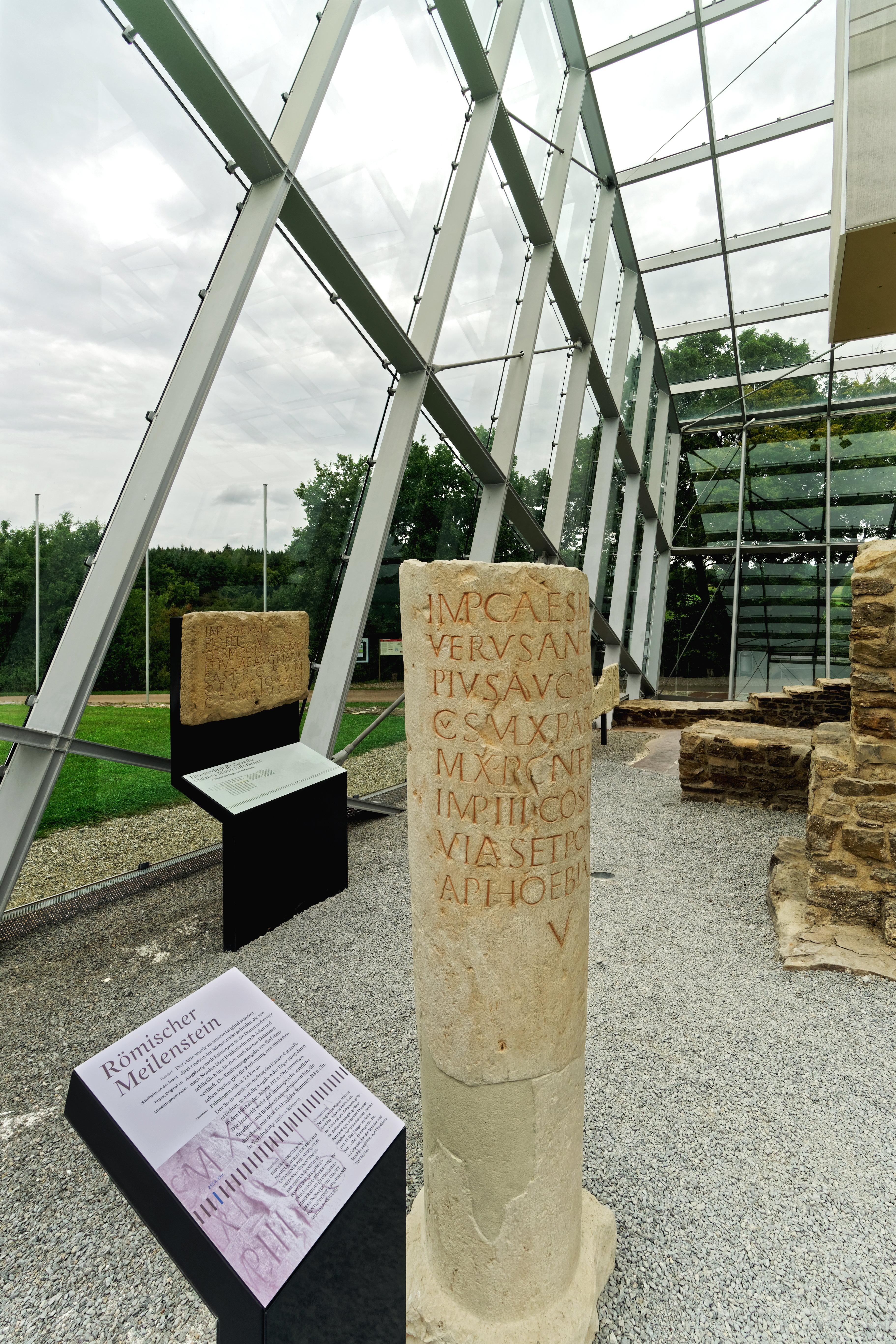
Römischer Meilenstein, Kopie
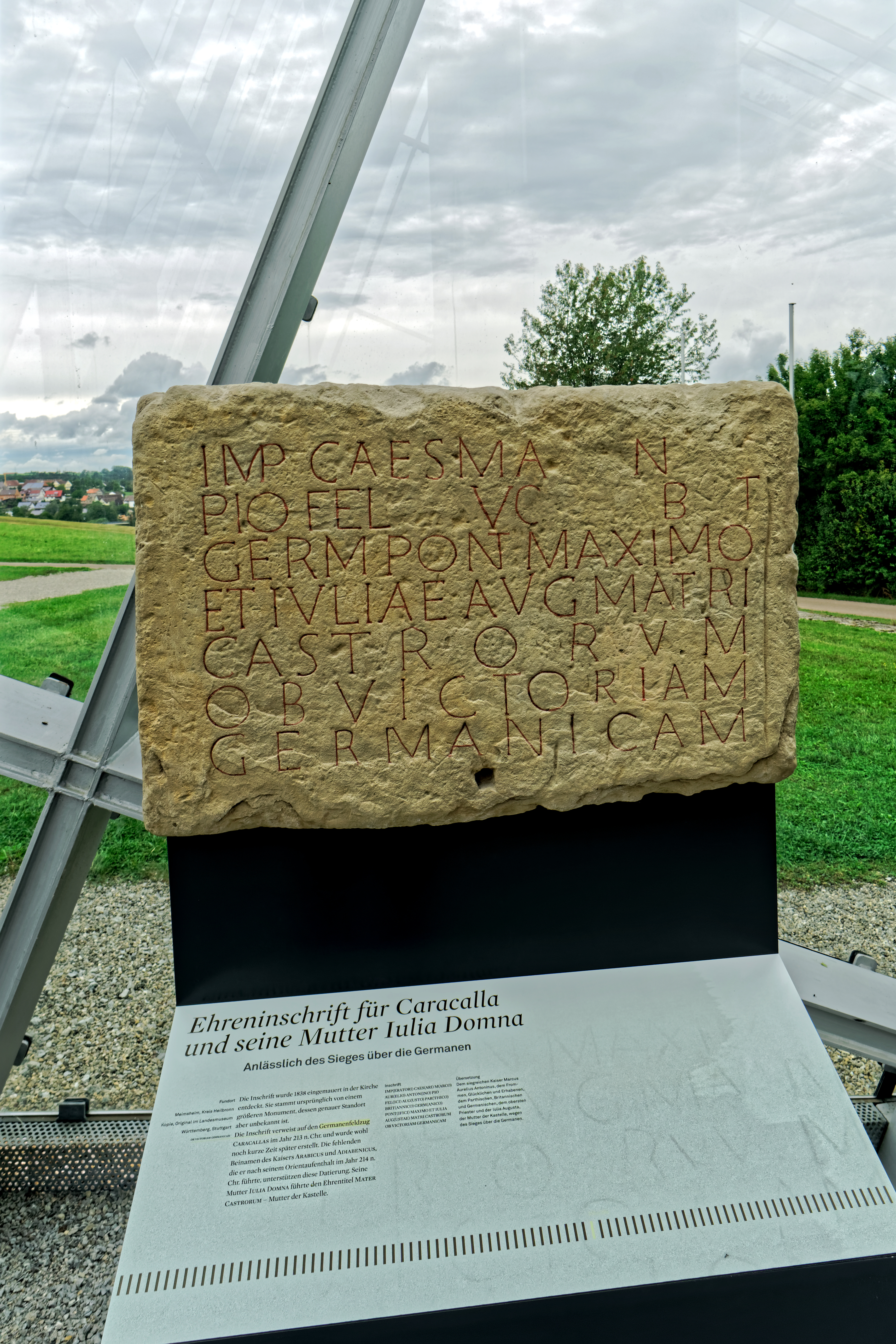
Ehreninschrift für Caracalla, Kopie

## Baugeschichte
Insgesamt konnten die Archäologen sechs aufeinanderfolgende Bauphasen an den noch ungewöhnlich gut erhaltenen Gebäuderesten feststellen, wobei auch die verschiedenen Ausbauperioden der Rätischen Mauer deutlich wurden. Die Wachmannschaft für das Torhaus, bzw. die Mannschaften, welche die Wachtürme am gleichen Platz besetzt hielten, wurden mit Sicherheit vom nahen Kastell Buch gestellt.

### Phase 1

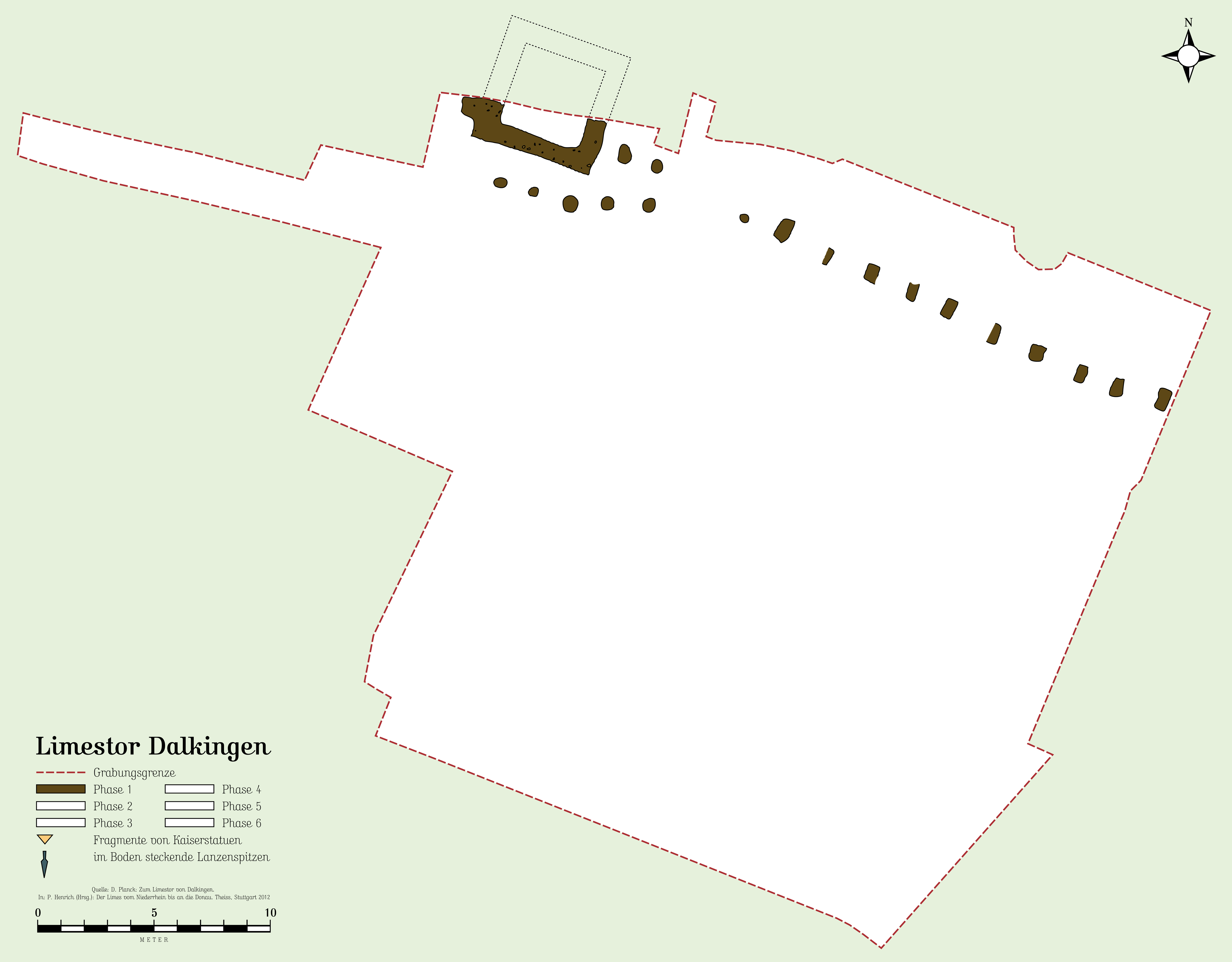
Phase 1

Möglicherweise um 160 n. Chr. wurde das römische Militär an diesem Platz erstmals aktiv. Das dendrochronologisch auswertbare Material aus dem rund 2,1 Kilometer entfernten Lagerdorf (Vicus) von Rainau-Buch könnte diese Überlegung stützen. Neben Planck unterstützte auch der bayerische Landeskonservator C. Sebastian Sommer (1956–2021) diesen Datierungsansatz in Bezug auf die Anlage des gesamten rätischen und „Vorderen Limes“. Als früheste absolute Datierung ist aus dem Bucher Lagerdorf ein Befund bekannt, der spätestens vom Mai/Juni 161 n. Chr. stammt. Wie die festgestellten einzelstehenden Pfostengruben nahelegen, errichtete ein römischer Bautrupp zunächst entlang der vorgesehenen Grenzlinie einen einfachen Flechtwerkzaun als Annäherungshindernis. Dieser Zaun lag im Bereich des später errichteten Tores, allerdings rund zwei bis fünf Meter tiefer im Barbaricum als die jüngere Rätische Mauer. Unmittelbar westlich der Fundamente des Limestores fand sich ein im Karree angelegter tiefer Pfostengraben, der möglicherweise als Überrest eines rund 5,5 × 5,5 Meter großen, hölzernen Limeswachturms zu deuten ist. Die bereits zerstörte Nordhälfte dieses Turmes konnte archäologisch nicht mehr erfasst werden. Vor der nordwestlichen und südöstlichen Flanke dieses Turmes setzte der Flechtwerkzaun möglicherweise aus, wobei Planck in seinen neueren Überlegungen davon ausging, dass es zwischen der Südostflanke und dem dortigen Ende des Zaunes eine schmale Schlupfpforte gegeben haben könnte. Die entlang der Südwestseite des Turmes festgestellten Pfostensetzungen hätten somit den Blick auf die Pforte von Süden her verdeckt und könnte als zusätzliche Sicherungsmaßnahme angesprochen werden.

### Phase 2

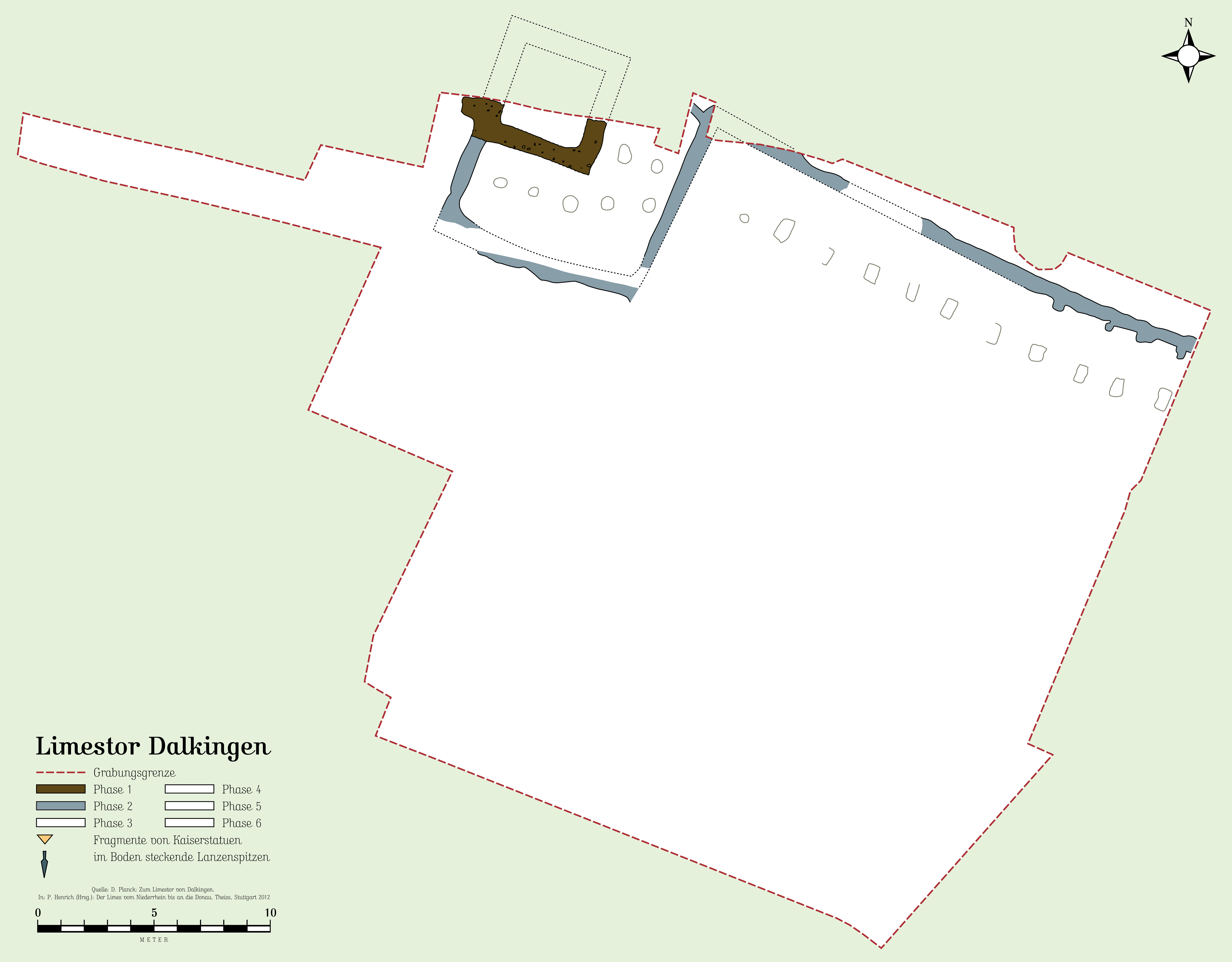
Phase 2

1969 konnten am Südrand von Schwabsberg im Bereich der seit der Antike sumpfigen Jagstniederung halbrunde gespaltene Eichenstämme als Teile der hölzernen Limespalisade geborgen werden, die 1975 in vier Proben durch den Dendrochronologen Ernst Hollstein (1918–1988) untersucht wurden. Alle Proben stammten aus dem „Spätjahr 165, möglicherweise Frühjahr 166 n. Chr.“ 1974 wurde die Palisade in diesem Bereich erneut archäologisch angeschnitten. Im Anschluss gingen sieben Proben zur Untersuchung an den Dendrochronologen Bernd Becker. Dieser datierte die Hölzer 1976 auf das Jahr 165 n. Chr. Dazu passende zeitliche Aussagen lieferte Holz aus dem Rotenbachtal bei Schwäbisch Gmünd. Dort, an der Grenze zur Provinz Germania superior, entstand aus diesem Holz ein wohl noch im Jahr 164 n. Chr. errichteter Verbau (siehe Kleinkastell Kleindeinbach). Die aufgedeckten Pfostengruben im Bereich des Limestores gehören ebenfalls dieser Zeitstellung an. Sie markieren nur wenige Jahre nach der Errichtung des Flechtwerkzauns eine neue Ausbauphase.
Der Zaun wurde entfernt; rund drei Meter nördlicher entstand eine dicht an dicht stehende Holzpalisade aus Eichenstämmen, für die ein schmaler Graben ausgehoben werden musste. In regelmäßigen Abständen fanden die Ausgräber halbrunde Ausbuchtungen auf der Innenseite des Grabens von einer mit der Palisade entstandenen rückseitigen Verstärkung. In neueren Überlegungen nahm Planck an, dass auch die Schlupfpforte zu einem regulären Grenzübergang umgebaut wurde. Der von Südosten kommende Palisadengraben fluchtete ungefähr auf die Ostecke des Holzturmes. Er ließ jedoch, ähnlich wie der ältere Flechtwerkzaun, einen Durchgang zwischen seinem Ende und der Turmecke offen. Der Palisadengraben knickte rund dreieinhalb Meter vor der Südostflanke des Turmes rechtwinklig nach Südwesten ab und umging den Turm im selben Abstand auch an dessen Südwestseite um dann, in paralleler Flucht zur nordwestlichen Turmflanke, wieder nach Nordosten zu führen und an die westliche Turmecke anzuschließen. Um den Turm war so an zwei Seiten ein offener Hof entstanden, der sich möglicherweise schon für reguläre Grenzkontrollen eignete.

### Phase 3

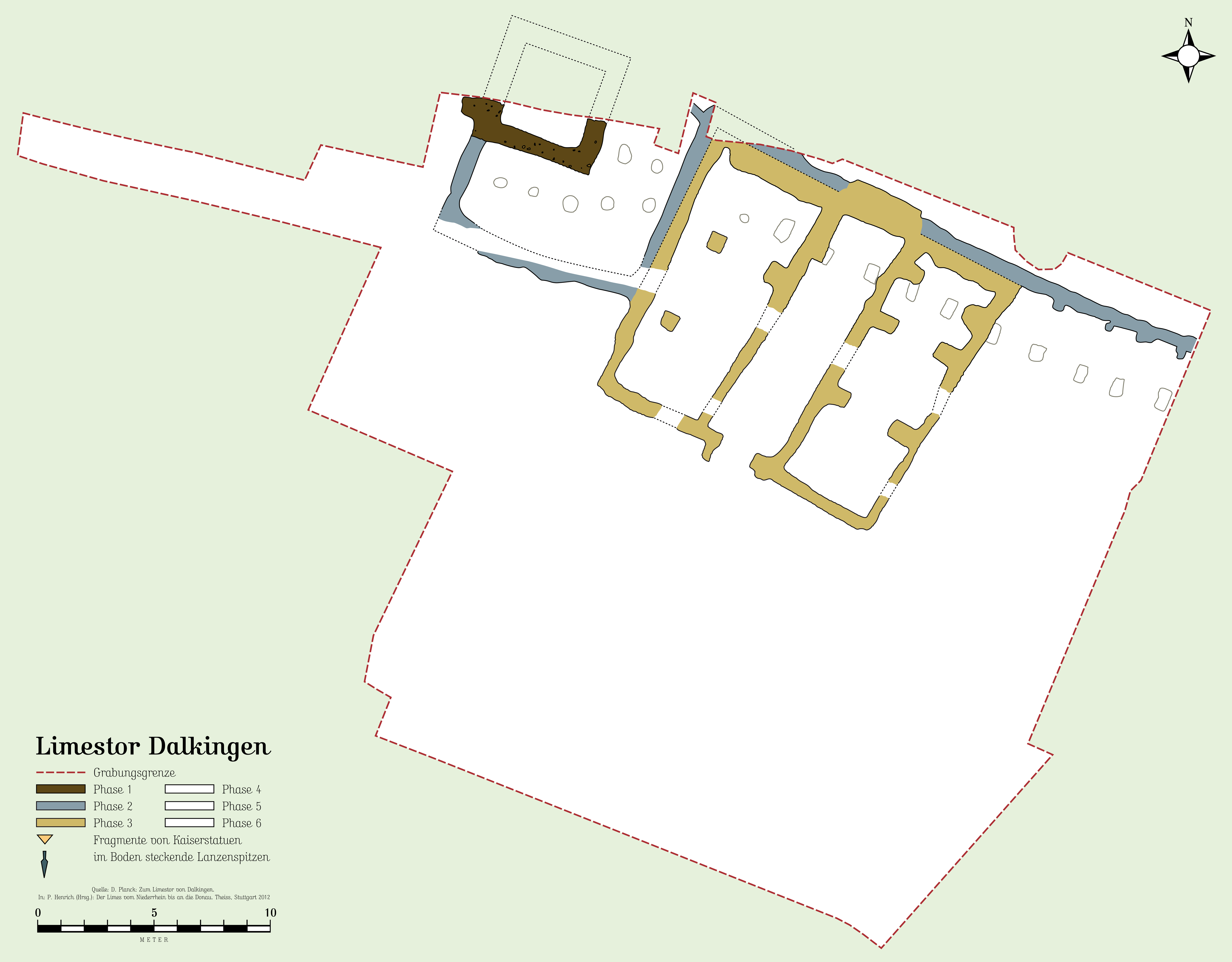
Phase 3

In einer weiteren Ausbauphase – zeitversetzt zum Bau der Palisade – wurde ein erster hölzerner Torbau südöstlich des Turms errichtet. In der untersten Füllung seiner Pfostengräben, die mit bis zu 1,1 Metern ungewöhnlich tief gründeten, fand sich neben einigen Keramikscherben ein gut erhaltener Sesterz aus der Regierungszeit des Kaisers Antoninus Pius (138–161). Die nicht sonderlich abgenutzte Münze war zwischen 140 und 144 n. Chr. in Rom geprägt worden. Auch die datierbare Terra Sigillata wurde in der Vergangenheit ebenfalls eher der ersten Hälfte des 2. Jahrhunderts zugeordnet.
Das 13,3 × 14,5 Meter große, symmetrisch angelegte Holzgebäude mit weitgehend rechteckigem Grundriss gründete in bis zu 1,1 Meter tiefen Pfostengruben. Die hölzerne Anlage besaß bereits einen von Süden nach Norden führenden Durchlass. Zu beiden Seiten des mittleren Ganges waren im Nordwesten drei, im Südosten vier Räume auszumachen. Dort kann man sich ein Wachlokal, Stuben sowie den Verwaltungsbereich für den Grenzverkehr vorstellen. Wie der Befund an den Pfostengräben vermuten lässt, war der hölzerne Limesturm wohl in die neue Anlage eingebettet und weiterhin genutzt worden. Die Forschung hat gewisse Ähnlichkeiten zwischen dem Limestor und den kleinen Meilenkastellen am nordenglischen Hadrianswall festgestellt. Auch dort gab es kontrollierte Durchlässe in den nichtbesetzten Teil. Während der Ausgrabung machten die tiefen Pfostengräben den Eindruck, als seien die Holzstämme vor der Errichtung des Steinbaus in Phase 5 ausgegraben worden.
Es wird angenommen, dass eine vom Kastell Aalen über das Kastell Buch ins Barbaricum führende Straße der Anlass zum Bau des Limestores war. Planck nannte diese Straße eine Hauptverbindung zum Aalener Militärplatz. Während sich der Verlauf dieses Heer- und Handelsweges im Bereich des ehemaligen römischen Reichsgebietes eingrenzen lässt, sind seine Spuren im unbesetzten Teil Germaniens nicht mehr nachweisbar.

### Phase 4

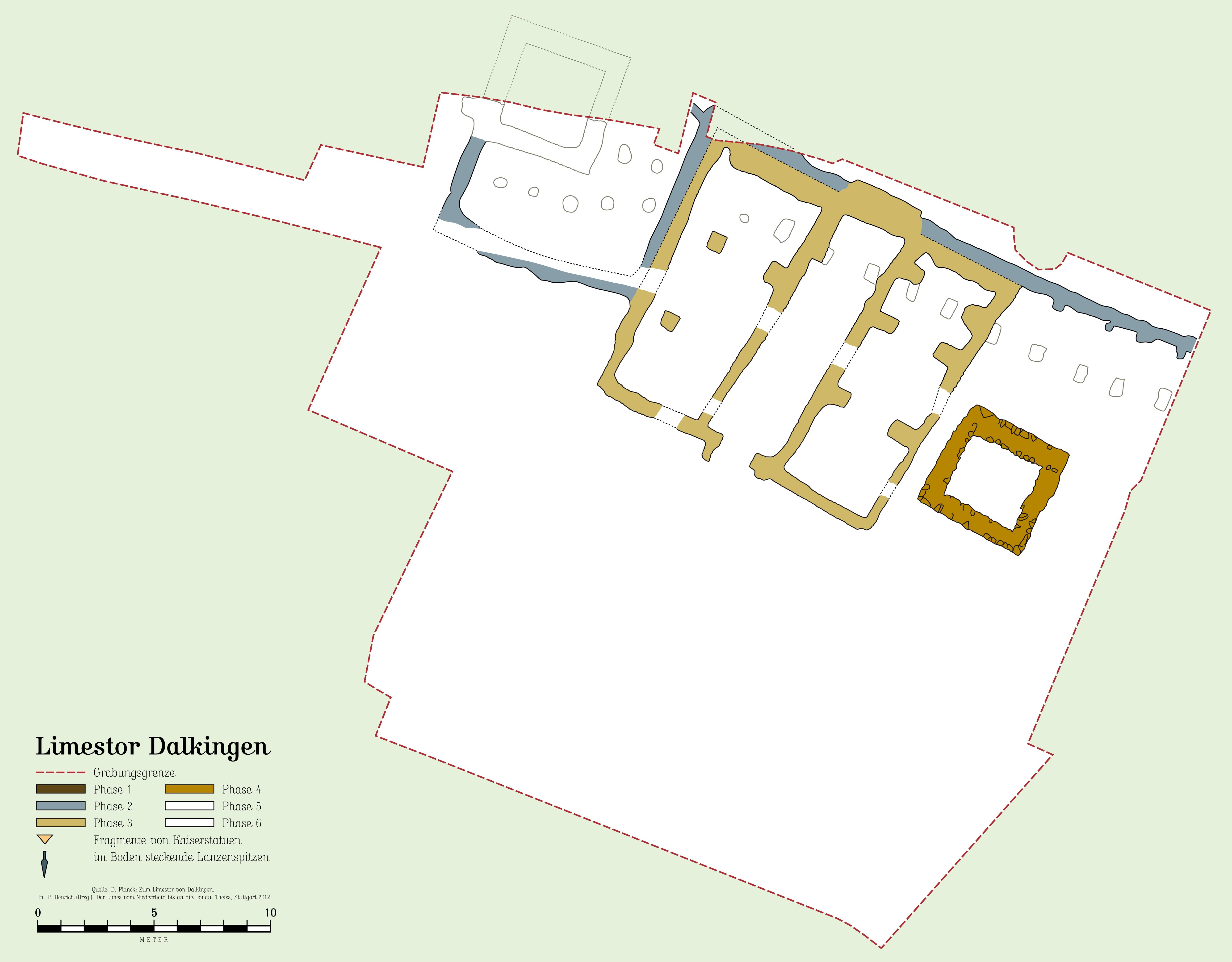
Phase 4

Möglicherweise kurz vor der Wende zum 3. Jahrhundert war der Holzturm offensichtlich baufällig geworden. Als Ersatz entstand rund sieben Meter hinter der Limespalisade an der südöstlichen Flanke des Limestores ein 5 × 4,8 Meter großes Steinfundament, das Planck noch gut erhalten antraf. Die aufgehende Konstruktion dieses Turms kann entweder als vollständiger Steinturm oder als Holzturm mit Steinfundament gedeutet werden. Der hölzerne Torbau blieb in dieser Phase unverändert.

### Phase 5

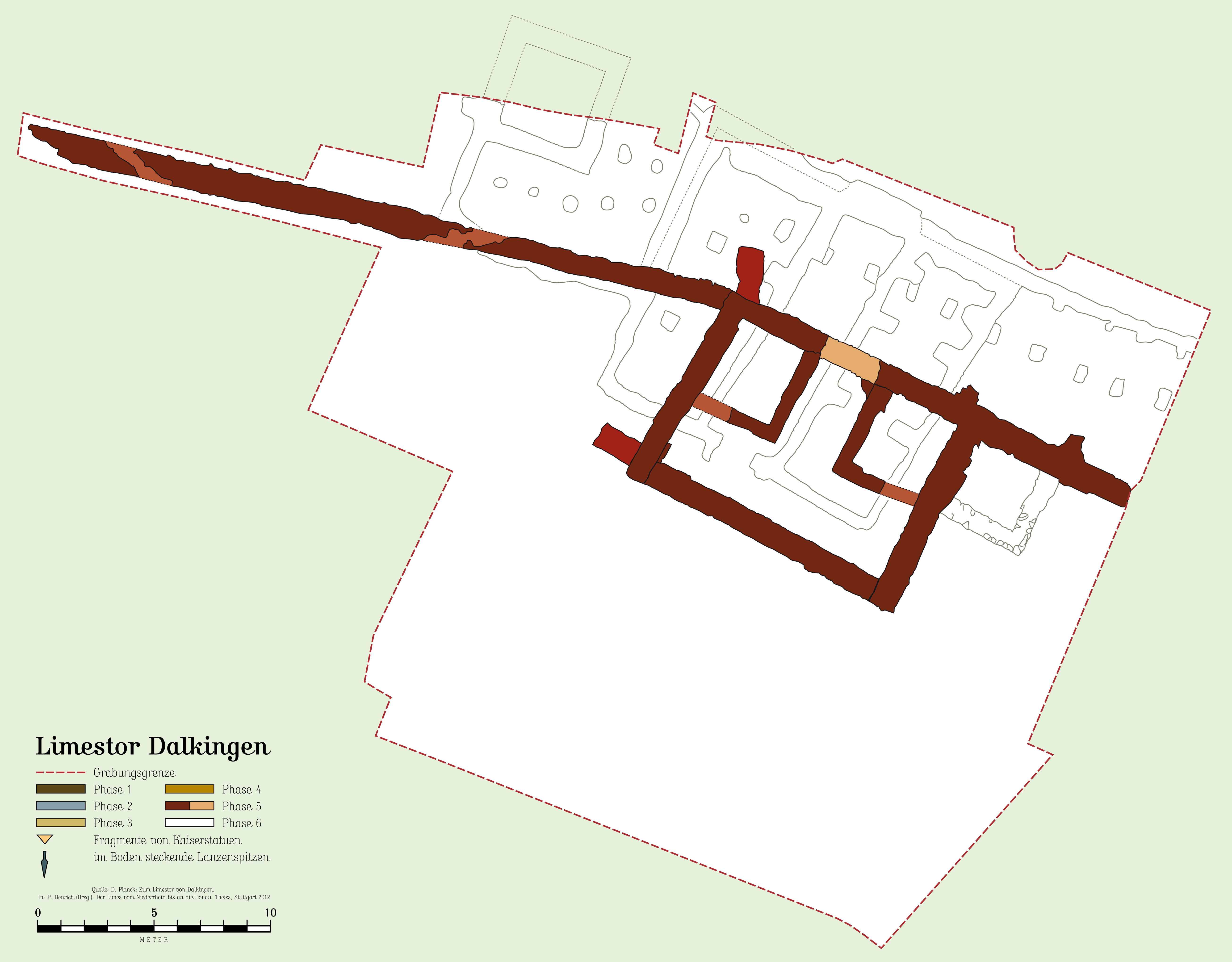
Phase 5

Der Ausbau der Limesmauer in Stein wurde während der Regierungszeit des Kaisers Septimius Severus (193–211) durchgeführt. Darauf weisen unter anderem dendrochronologisch untersuchte Hölzer aus dem Unterbau der Mauer bei Kastell Dambach hin, die waren im Winter 206/207 n. Chr. gefällt wurden. Für den Mauerbau wurde sowohl der hölzerne Durchlass als auch der aus Phase 4 stammende Turm bis auf das Fundament abgebrochen. Die von Südosten kommende Limesmauer verlief nun unmittelbar über seine Nordflanke, bevor sie die abgetragene hölzerne Toranlage in der Mitte schnitt und noch auf deren Areal nach Westen abknickte. Zeitgleich entstand etwas nach Südosten verschoben über dem Holzbau ein 12,6 × 9,3 Meter großes Steingebäude, das die Schleusenfunktion des Vorgängerbaus übernahm und mit seiner Nordfront unmittelbar an die Rätische Mauer anschloss. In der Mitte dieser Front konnten die Forscher am Boden in Laufrichtung der Limesmauer den Abdruck eines massiven Schwellsteins ausmachen, der die Funktion als Durchgang verdeutlicht. Als Ersatz für den abgetragenen Turm mit dem Steinfundament könnte im Umfeld des Durchgangs ein neuer Turm errichtet worden sein, dessen Standort bisher jedoch unbekannt ist.

### Phase 6

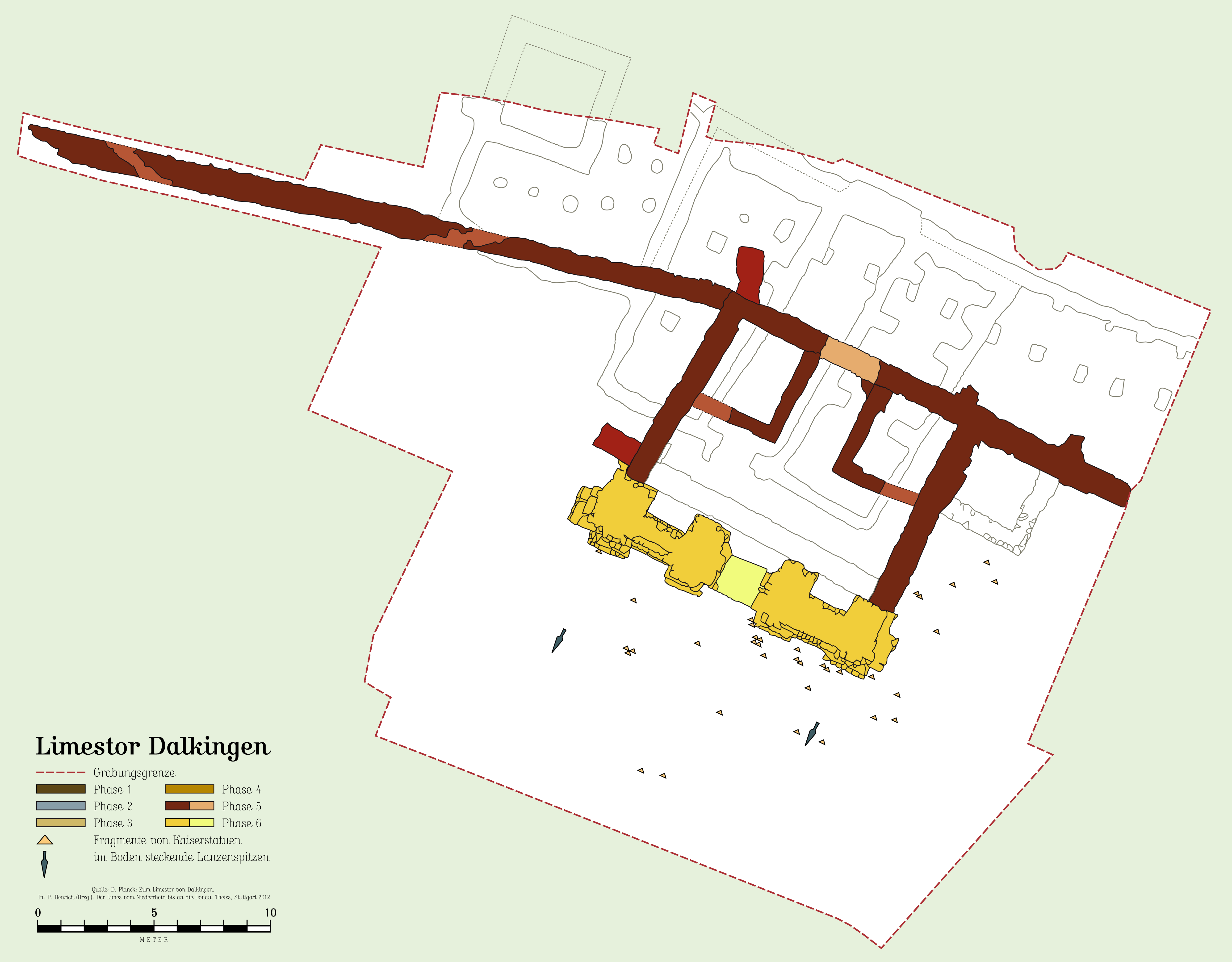
Phase 6

Wahrscheinlich 213 n. Chr. wurde die Südmauer des Limesdurchgangs im Zusammenhang mit dem Germanenfeldzug Caracallas wieder vollständig abgetragen. An ihre Stelle trat eine bis zu 3,4 Meter breite reich gegliederte, vollkommen symmetrische Prunkfassade, die eine wesentlich tiefere Fundamentierung aufwies als die übrigen Gebäudeteile. Demnach dürfte sie oberirdisch auch eine deutlich größere Höhe erreicht und damit alle übrigen Bauten überragt haben. Die östlichen und westlichen Flächen der Fassade wurden mit Kalktuff verblendet. Die Südseite der sorgfältig gearbeiteten Fassade besitzt auf jeder Seite der einspurigen, rund 2,1 Meter breiten Durchfahrt zwei vorspringende rechteckige Pilaster, zwischen denen aufwendiges Netzmauerwerk (opus reticulatum) aus Kalksintersteinen in einem vertieften Rahmen eingesetzt wurde. Der triumphbogenartige Charakter des vorgesetzten Lagenmauerwerks wird durch diese Details deutlich verstärkt. Für die Besonderheit der Anlage sprechen auch viele auffällige Kleinfunde. Bemerkenswert sind vor allem über 140 bronzene Fragmente einer überlebensgroßen Panzerstatue von hervorragender Qualität, die größtenteils an der Schauseite vor der Südwestfront des einstigen Torbogens aufgelesen wurden. Die größten erhaltenen Teile stellen mehrere Pteryges (Textil- oder Lederstreifen) eines Brustpanzers und einen mit Adlerkopf geschmückten Schwertknauf dar. Die Größe und Kostbarkeit der Statue ebenso wie die ikonographischen Details deuten darauf hin, dass es sich um ein Kaiserstandbild handelte. Eine stilistische Analyse sämtlicher Fragmente führte zu dem Ergebnis, dass die Statue älter war als das Limestor selber und in der späten Regierungszeit des Kaisers Hadrian (117–138) oder den ersten Jahren seines Nachfolgers Antoninus Pius (138–161) entstand. Demnach wurde sie für die Neuaufstellung in Dalkingen wiederverwendet. Gegebenenfalls wurde dafür der Kopf ausgetauscht, sodass das Kunstwerk einen anderen Kaiser darstellte als ursprünglich, was in der Antike keinesfalls ungewöhnlich war.
Planck sah das Limestor als eine mögliche Übergangsstelle des römischen Heeres während des Germanenfeldzugs 213 n. Chr. an. Dafür könnte unter anderem sprechen, dass das wichtigste Kastell am rätischen Limes, das Reiterkastell Aalen mit seiner 1000 Mann starken Stammbesatzung, nur wenige Kilometer südwestlich des Limestores lag und von dieser Garnison eine direkte Straßenverbindung zum Limestor bestand. Mögliche Gegner Roms könnten in diesem Zusammenhang die Alamannen gewesen sein. Einwände gegen Plancks Interpretation der Bauphase 6 als prunkvolles Limestor brachte erstmals der Archäologe Dietwulf Baatz (1928–2021) im Jahre 1993 vor. Er interpretierte den damals entstandenen Umbau als ein an die Limesmauer gebautes Heiligtum mit einer überdachten Cella. Da Baatz jedoch keine beweislastigen Gründe für seine Mutmaßung vorlegen konnte, blieb er mit dieser Ansicht alleine.

## Bauten im Umfeld

### Kalkbrennofen
Um die Abwasserleitung von Dalkingen mit der Kläranlage Schwabsberg zu verbinden, wurde 1978 rund 100 Meter südlich des Limestores ein Kanalgraben angelegt. Bei diesen Arbeiten schnitt der Bagger einen Brennofen sowie einige Gruben an. Die Untersuchung der Fundstelle wurde von der Abteilung Bodendenkmalpflege des Landesdenkmalamtes Baden-Württemberg unter der Leitung von Dieter Planck vom 16. Juni 1978 bis zum 26. Juni 1978 durchgeführt. Als wichtigsten Befund konnten die Ausgräber einen runden Kalkbrennofen feststellen, der einen Durchmesser von rund 4,20 Meter besaß. Die halbkugelförmige Ofengrube war rund 1,30 Meter tief in den anstehenden Liasmergel gesetzt worden. An ihrem Grund befand sich ein fast rechteckiger Schacht von nochmals 0,70 Metern Tiefe. Die Ausgräber konnten Luftzufuhrkanäle beobachten, an deren Boden sich Holzkohle gehalten hatte und die zur Grube führten. Den Südteil der Grube begrenzte eine mörtellos gesetzte Mauer aus Bruchsteinen, in der sich Schlitze für die Luftzufuhrkanäle befanden. Zwar ließen sich im gesamten Ofenbereich keinerlei Funde machen, doch mutmaßten die Ausgräber, dass der Kalkbrennofen für den Bau der raetischen Mauer beziehungsweise des Limestores errichtet worden war und damit wohl römisch gewesen ist.

### Kleinkastell?
2012 und 2014 durchgeführte geophysikalische Untersuchungen erbrachten rund 50 Meter südöstlich des Limestores einen weiteren Befund. Dabei handelte es sich um einen bisher nicht ergrabenen quadratischen Steinbau auf einer Fläche von 20 × 20 Metern, den der Archäologe Stephan Bender (1965–2019) als Heiligtum oder wahrscheinlicher als ein römisches Kleinkastell einstufte. Der kleine Bau orientiert sich mit seiner nordöstlichen Flanke fast genau am Limesverlauf.

## Untergang
Wie die Befunde am Torhaus, das höchstwahrscheinlich auch von der Wachmannschaft bewohnt wurde, zeigen, brannte die Anlage ab und wurde danach nicht mehr wiedererrichtet. In der Vergangenheit wurde das Ende von Dalkingen mit den Alamanneneinfällen 233/234 n. Chr. in Verbindung gebracht. Ein zwischen 231 und 235 n. Chr. geprägter Denar aus den Regierungsjahren des Kaisers Severus Alexander (222 bis 235 n. Chr.) gilt als Schlussmünze am Limestor. Da es im nahen Vicus des Kastells Buch jedoch keine Belege für einen Alamannenangriff zwischen 233 und 234 gibt, könnte der germanische Überfall auch erst im Frühsommer 254 n. Chr. stattgefunden haben. Damals ging das Bucher Dorf in einer Brandkatastrophe unter. Inwieweit die rätische Grenzlinie im Dalkinger Raum bis zum endgültigen Limesfall in den Jahren 259/260 noch intakt geblieben ist, entzieht sich bis heute der Kenntnis.

## Weitere Funde

### Militaria
Neben den Bruchstücken der Bronzestatue wurden acht bronzene Fibeln in Bügel-, Hakenkreuz-, Band- und S-Form aus dem späten 2. und frühen 3. Jahrhundert geborgen. Daneben ist auch das Bruchstück eines Maskenhelms erwähnenswert, ein typischer Ausrüstungsgegenstand der Reitertruppen. Dazu passen die ebenfalls aufgefundenen Pferdegeschirrfragmente aus bronzenen, teilweise verzinnten Fibeln und Zierknöpfe. Zu den erhaltenen Angriffswaffen zählen sieben Lanzenspitzen. Vier von ihnen könnten in Zusammenhang mit einer kultischen Absteckung des Baugeländes stehen. Man fand sie in den ungestörten Boden eingerammt, zwei vor der Südwestfront links und rechts der Zugangsstraße zum Limestor und je eine an der Ost- und Westseite des Limesdurchgangs. Als weitere militärische Fundobjekte kamen unter anderem das Bruchstück einer Dolchscheide sowie ein bronzenes Ortband aus dem Boden. Die Verzierung dieses Ortbandes mit herzförmigen Ausschnitten war typisch für die Ausrüstung des römischen Militärs ab dem Ende des 2. Jahrhunderts, als die Spatha zur Hauptwaffe im Nahkampf geworden war. Die Anwesenheit von Fernwaffen am Limestor wird durch Geschossbolzen verdeutlicht, die von schnellfeuernden Torsionsgeschützen abgeschossen wurden.

### Bauwerkzeug, weitere Eisenfunde, Knochen
Zum weiteren Fundgut gehören verschiedene Werkzeuge. Dazu zählen ein Hammer, ein eiserner Pfriem, ein Löffelbohrer, ein Schabeisen für die Holzverarbeitung, eine Axt, Fragmente von mindestens zwei eisernen Gusslöffeln und eine Gusspfanne. Außerdem wurden eiserne Messer, Schlüssel sowie die Reste einer Schere entdeckt. Tierknochen zeigten deutliche Hackspuren, die beim Zerteilen des Fleisches entstanden waren. Zusammen mit den Militaria weisen diese Funde und Befunde auf eine kontinuierliche Belegung des Limesdurchgangs durch das römische Militär hin.

### Keramik
Vom Tor konnte eine große Zahl an Keramikscherben katalogisiert werden, wobei späte Terra Sigillata aus Rheinzabern (Tabernae) und Töpfe mit herz- und sichelförmigen Profilen vollständig fehlen.

### Münzen
Während der Grabungen 1973 bis 1974 sowie den Nachgrabungen anlässlich der Errichtung des Schutzbaus 2009 wurden 15 Münzen geborgen, die heute im Landesmuseum Württemberg sowie im Limesmuseum Aalen aufbewahrt werden. Die Reihe beginnt mit zwei Prägungen Hadrians, gefolgt von zwei Münzen des Antoninus Pius.
| Prägung                    | Nominalwert       | Datierung                       | Prägestätte | Erhaltungszustand |
| -------------------------- | ----------------- | ------------------------------- | ----------- | ----------------- |
| Hadrianus                  | Dupondius         | 118–122 (?)                     | Rom         | stark abgerieben  |
| Hadrianus                  | Dupondius         | 125–128                         | Rom         | abgenutzt         |
| Antoninus Pius             | Sesterz           | 140–144                         | Rom         | schön             |
| Antoninus Pius             | As                | 145–161                         | Rom         | schön             |
| Gedenkmünze für Faustina I | Sesterz           | 140/141–161                     | Rom         | etwas korrodiert  |
| Gedenkmünze für Faustina I | As oder Dupondius | 140/141–161                     | Rom         | stark abgenutzt   |
| Lucius Verus               | Sesterz           | 163–164                         | Rom         | stark abgenutzt   |
| Lucilla                    | As                | 164–169                         | Rom         | abgenutzt         |
| Lucilla                    | Sesterz           | 164–169                         | Rom         | abgenutzt         |
| Commodus                   | Sesterz           | 184–185                         | Rom         | abgenutzt         |
| Commodus                   | Sesterz           | 186                             | Rom         | abgenutzt         |
| Septimius Severus          | Denar             | 200–201                         | Rom         | sehr schön        |
| Elagabal                   | Denar             | 218–222                         | Rom         | schön             |
| Severus Alexander          | Denar             | 227                             | Rom         | sehr schön        |
| Severus Alexander          | Denar             | 227                             | Rom         | sehr schön        |
| Severus Alexander          | Denar             | 231–235 (wohl antike Fälschung) | „Rom“       | sehr schön        |
| Severus Alexander          | Denar             | 232                             | Rom         | sehr schön        |

## Denkmalschutz
Das Limestor Dalkingen und die erwähnten Bodendenkmale sind als Abschnitt des Obergermanisch-Rätischen Limes seit 2005 Teil des UNESCO-Welterbes. Außerdem sind die Anlagen Kulturdenkmale nach dem Denkmalschutzgesetz des Landes Baden-Württemberg (DSchG). Nachforschungen und gezieltes Sammeln von Funden sind genehmigungspflichtig, Zufallsfunde an die Denkmalbehörden zu melden.

## Elektronische Medien
- Barbara Filtzinger: Das Limestor bei Dalkingen. Universitätsbibliothek Tübingen, Tübingen 2003, Video/DVD.